# Krzysztof Chmielewski
Krzysztof Chmielewski, född 8 juni 2004, är en polsk simmare. Hans tvillingbror, Michał Chmielewski, är också en simmare.

## Karriär
Vid VM 2023 i Fukuoka tog Chmielewski silver på 200 meter fjärilsim. Vid EM 2024 i Belgrad tog han återigen silver på 200 meter fjärilsim.